# Centrão
Au Brésil, le « centrão » (« le grand centre » en portugais) regroupe un ensemble de partis politiques de centre, centre droit ou droite sans idéologie marquée mais qui s'unissent pour obtenir une plus grande influence ou des postes au sein des institutions brésiliennes. Pour le politologue brésilien Rafael Cortez, il s'agit davantage « d'un profil de députés et de partis ayant un mode déterminé de faire de la politique » plutôt que d'un mouvement politique.

## Histoire

### Lecentrãodes années 1980
À l'origine, le terme de « centrão » désigne la majorité au sein de l'Assemblée constituante de 1987, qui ne se reconnaît officiellement ni de droite, ni de gauche.
À l'issue des élections de 1987, le Parti du mouvement démocratique brésilien (PMDB) obtient la majorité absolue à l'Assemblée nationale constituante. Cependant, des nombreux constituants s'opposent au pouvoir de la « commission de systématisation » (en portugais : comissão de sistematização), qui harmonise le travail des autres commissions thématiques avant de présenter les textes en session plénière. La commission est majoritairement composée de membres progressistes du PMDB, parti alors très hétérogène idéologiquement.
Le centrão, regroupant plutôt des élus du centre et de droite, s'organise alors dans le but de réduire l'influence de la commission de systématisation et de permettre davantage de discussion sur les textes. Qualifié de « supra-partisan », le centrão comprend des membres de 7 partis politiques dont 41 % des membres du PMDB. Devenu majoritaire, il fait adopter une constitution moins favorable au droit du travail et à la redistribution des terres que les projets initiaux de la commission de systématisation. Le centrão est alors considéré par ses détracteurs, notamment de gauche, comme un groupe conservateur et capitaliste.

### LecentrãoduXXIesiècle

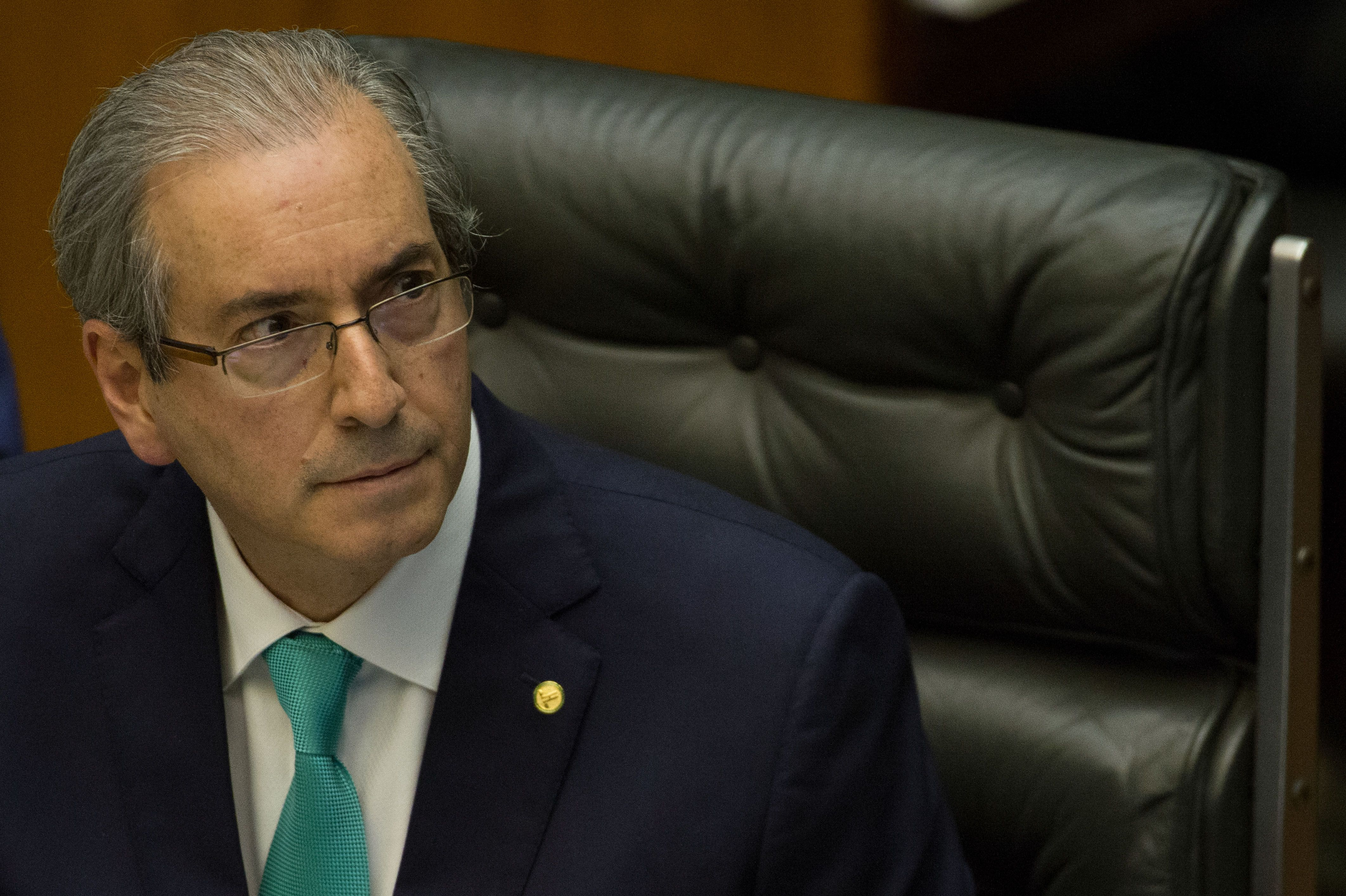
Eduardo Cunha en 2015.

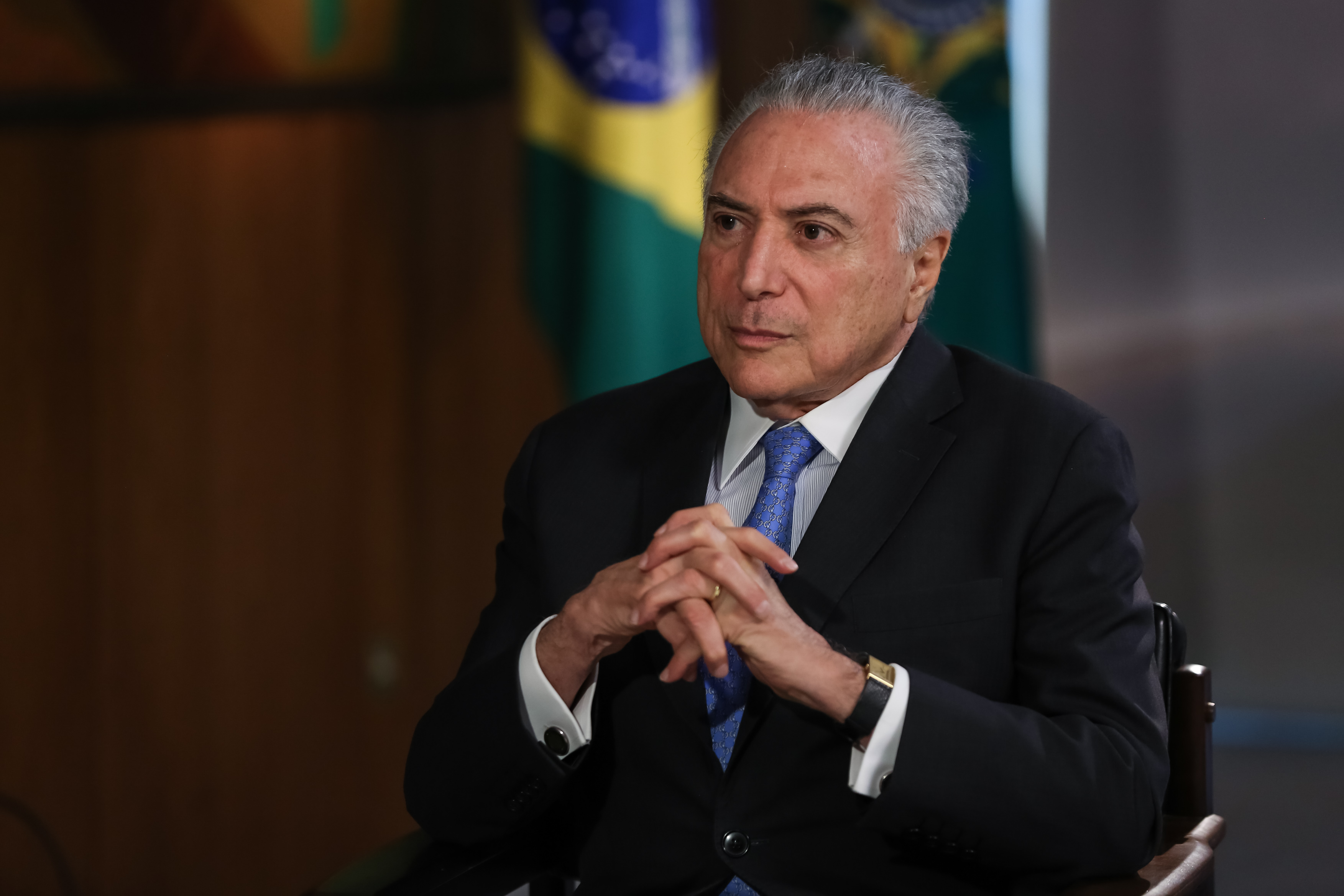
Le président de la République Michel Temer en 2018.

Au printemps 2014, Eduardo Cunha — alors président du Parti du mouvement démocratique brésilien (PMDB) — recrée le centrão en rassemblant plusieurs partis opposés à Dilma Rousseff du Parti des travailleurs. Le rassemblement comprend alors, outre le PMDB, le Parti progressiste (PP), le Parti de la République (PR), le Parti social-chrétien (PSC), le Parti républicain de l'ordre social (PROS), le Parti travailliste brésilien (PTB) et Solidariedade. Après les élections parlementaires de 2014, ces partis réunissent plus de 40 % des sièges à la Chambre des députés. En 2015, Cunha est élu président de la chambre au premier tour avec 267 voix sur 513. Les partis du centrão jouent un rôle central dans la destitution de Dilma Rousseff l'année suivante.
Accusé de corruption, Cunha démissionne en 2016, réveillant ainsi des fractures entre les partis du centrão. Certains députés estiment alors que sans Cunha « le centrão est fini » (en portugais : sem ele, o centrão acabou). Pour d'autres, le mouvement ne fait que se recomposer derrière le nouveau président Michel Temer. Sans leader, le centrão devient alors cet ensemble des partis de centre ou centre droit sans idéologie marquée mais qui s'unissent pour obtenir une plus grande influence ou des postes au sein des institutions brésiliennes,.
Sous Jair Bolsonaro, le centrão reste incontournable au Congrès et négocie son soutien au président contre des postes dans l'administration,,. Le centrão remporte environ la moitié des municipalités brésiliennes lors des élections municipales de 2020, dont il sort renforcé. Lors des élections parlementaires de 2022, le centrão consolide sa position au sein du Congrès, alors que le Parti libéral du président sortant gagne de nombreux élus,.
Lors de son retour au pouvoir en 2023, Lula est à nouveau contraint d'ouvrir son gouvernement au centrão.
Le centrão gouverne, après les élections municipales de 2024, 63 % des 5 569 villes du pays et vingt des vingt-six capitales régionales, parmi lesquelles Rio de Janeiro, Sao Paulo, Salvador et Belo Horizonte.

## Partis
Entité informelle, le centrão reformé au milieu des années 2010 peut comprendre les partis politiques suivants :
- En avant (Avante)[2],[3],[4],[16]
- Démocrates (DEM)[2],[3],[4]
- Mouvement démocratique brésilien (MDB)[2],[3],[4]
- Parti libéral (PL)[3],[16]
- Parti républicain de l'ordre social (PROS)[2],[3],[4],[16]
- Parti social-chrétien (PSC)[2],[3],[16]
- Parti social démocratique (PSD)[2],[4],[16]
- Parti travailliste brésilien (PTB)[2],[3],[4],[16]
- Patriota[2],[3],[16]
- Podemos[3],[4]
- Parti progressiste (PP)[2],[3],[4],[16]
- Républicains (Republicanos)[2],[3],[16]
- Solidariedade[2],[3],[4],[16]